# Піттсфілд Тауншип (округ Воррен, Пенсільванія)
Піттсфілд Тауншип (англ. Pittsfield Township) — селище (англ. township) в США, в окрузі Воррен штату Пенсільванія. Населення — 1282 особи (2020).

## Демографія
Згідно з переписом 2010 року, у селищі мешкало 1405 осіб у 571 домогосподарстві у складі 402 родин. Було 787 помешкань
Расовий склад населення:
| - 98,6 % — білих - 0,2 % — азіатів - 0,1 % — чорних або афроамериканців |

До двох чи більше рас належало 0,3 %. Частка іспаномовних становила 1,1 % від усіх жителів.
За віковим діапазоном населення розподілялося таким чином: 23,1 % — особи молодші 18 років, 61,6 % — особи у віці 18—64 років, 15,3 % — особи у віці 65 років та старші. Медіана віку мешканця становила 44,6 року. На 100 осіб жіночої статі у селищі припадало 106,0 чоловіків;  на 100 жінок у віці від 18 років та старших — 105,7 чоловіків також старших 18 років.
Середній дохід на одне домашнє господарство  становив 60 357 доларів США (медіана — 49 375), а середній дохід на одну сім'ю — 69 540 доларів (медіана — 54 464). Медіана доходів становила 41 023 долари для чоловіків та 27 292 долари для жінок. За межею бідності перебувало 8,6 % осіб, у тому числі 15,1 % дітей у віці до 18 років та 4,0 % осіб у віці 65 років та старших.
Цивільне працевлаштоване населення становило 706 осіб. Основні галузі зайнятості: освіта, охорона здоров'я та соціальна допомога — 26,1 %, виробництво — 23,7 %, роздрібна торгівля — 14,2 %, мистецтво, розваги та відпочинок — 6,2 %.